# دیوید زک
دیوید زک (انگلیسی: David Zec؛ زادهٔ ۵ ژانویهٔ ۲۰۰۰) بازیکن فوتبال اهل اسلوونی است.
از باشگاه‌هایی که در آن بازی کرده‌است می‌توان به باشگاه ورزشی بنفیکا اشاره کرد.
وی همچنین در تیم ملی فوتبال زیر ۲۱ سال اسلوونی بازی کرده‌است.